# حاذق
قرية حاذق هي إحدى القرى التابعة لمركز بيلا في محافظة كفر الشيخ في جمهورية مصر العربية. حسب إحصاءات سنة 2006، بلغ إجمالي السكان في حاذق 20895 نسمة، منهم 10362 رجل و10533 امرأة.